# Thomas H. Weber
Thomas Helmut Weber (* 1960 in Magdeburg; † 2006 in Berlin) war ein deutscher Maler, Grafiker und Buchillustrator.

## Leben
1976 begann er eine Ausbildung zum technischen Zeichner und führte diese in den 1980er Jahren mit einem Studium der Grafik an der Burg Giebichenstein Kunsthochschule Halle fort. Ab den 1990er Jahren wurde er Mitglied der Künstlergruppe „Herzattacke“.
Er druckte seit seiner Mitgliedschaft in der Künstlergruppe „Herzattacke“ für die gleichnamige Literatur- und Kunstzeitschrift und nutzte folgende Drucktechniken: Lithografie, Radierung, Siebdruck, Linol- und Holzschnitt.

## Buchillustrationen
- Ina Strelow; Maximilian Barck (Hrsg.): Los. Edition Maldoror, Berlin 1992.
- Andreas Rost; Maximilian Barck (Hrsg.): Fragmente über den Sinn einer Poetologie des Scheiterns. Edition Maldoror, Berlin 1994.
- Susan R. Crocker; Axel Jun (Übers. a.d. Engl.); Maximilian Barck (Hrsg.): Mondschatten = Moon shadows. Edition Maldoror, Berlin 1994.
- Wito Eichel; Maximilian Barck (Hrsg.): Gedichte. Edition Maldoror, Berlin 1994.
- Maximilian Barck (Hrsg.): Somnambule Sakrilege. Edition Maldoror, Berlin 1995.
- Jürgen Brôcan; Maximilian Barck (Hrsg.): Monolithen. Edition Maldoror, Berlin 1995. [Künstlerbuch]
- Jürgen Brôcan; Maximilian Barck (Hrsg.): Logbuch. Edition Maldoror, Berlin 1995. [Künstlerbuch]
- Annegret Gollin; Maximilian Barck (Hrsg.): Doppelbelichtung. Edition Maldoror, Berlin 1996.
- Walter Hilsbecher; Maximilian Barck (Hrsg.): Kuckucks-Orakel. Edition Maldoror, Berlin 1997.
- Jürgen Wellbrock; Maximilian Barck (Hrsg.): Abermals ein Segel. Edition Maldoror, Berlin 1999.
- Marquis de Sade; Gerd Henniger (Übers. a.d. Franz.); Maximilian Barck (Hrsg.): Die Schlossherrin von Longeville oder die gerächte Frau. Edition Maldoror, Berlin 2006.
- Wolfgang Hilbig; Maximilian Barck (Hrsg.): Der Gegner. Edition Maldoror, Berlin 2006.
- Jürgen Wellbrock; Maximilian Barck (Hrsg.): Schattenjagd. Edition Maldoror, Berlin 2010.